# Luxemburgi Margit magyar királyné
Luxemburgi Margit (Prága, 1335. május 24. – Visegrád, 1349. szeptember 7.), csehül: Markéta Lucemburská, németül: Margarethe von Luxemburg, horvátul: Margareta Luksemburška, olaszul: Margherita di Boemia, lengyelül:  Małgorzata Luksemburska, megkülönböztetve az azonos nevű, de már az ő halála után született húgától, Luxemburgi Margit (1373–1410) hercegnőtől, az idősebb jelzővel is illetik, cseh és német királyi hercegnő, német-római császári hercegnő,  magyar királyné. Luxemburgi Anna angol királyné és Zsigmond magyar király idősebb féltestvére, bár Margit királyné a húga és az öccse születését már nem érte meg, valamint I. (Nagy) Lajos első felesége.

## Élete
1335. május 24-én Prágában született Luxemburgi Károly morva őrgróf (1346-tól I. Károly néven cseh király) és első felesége, Valois Blanka elsőszülött leányaként. A Károly morva őrgróf, János cseh király fia, valamint I. Károly magyar király között 1338. március 1-jén kötött és a lengyel örökséget biztosító szerződés értelmében jegyezték el a hároméves Margitot a nála kilenc évvel idősebb, ekkoriban 12 éves Lajos magyar és lengyel trónörökössel. Még ugyanebben az évben Visegrádra hozták, hogy felkészítsék a királynéi szerepre, és hogy a magyar nyelvet is elsajátíthassa.
„Már Károly Róbert fontosnak tartja házassági szerződések megkötésekor, hogy a külföldről érkező ifjú menyasszonyok korán a magyar udvarba kerüljenek, hogy itt megtanulhassák a magyar nyelvet. Így történt például éppen Károly morva őrgróf, a későbbi IV. Károly császár Margit nevű leányával is, akit gyermekkora óta magyarul tanítanak a visegrádi udvarban. De érdekes példa Lajos király tiltakozása is VI. Kelemen pápánál, aki egy olasz papot kívánt veszprémi püspökké tenni. Lajos azzal utasította vissza a pápa akaratát, hogy a kijelölt személy nem tud magyarul, tehát nem alkalmas magyar püspöki székbe. Ez
arra vall, hogy a magyar nyelv felkarolása éppen a francia eredetű Anjou-ház, s főként Lajos kezdeményezése.”
A házassági szerződést I. Károly magyar király halála (1342. július 16.) után Luxemburgi Károly jelenlétében 1342. augusztus 3-án Visegrádon, majd János cseh király elhunytát (1346. augusztus 26.) követően 1346. szeptember 26-án is mindkét alkalommal megújították.
Margit már ekkor is élénken részt vett az udvar életében, hiszen I. Lajos 1345-ben Margittal közösen fordult VI. Kelemen pápához azzal a kéréssel, hogy „Szigeti István
Ágoston-rendi szerzetest, aki Párizsban tanult, és Toulouse-ban a rendi főiskolán már tanított is, ruházza fel a magisteri címmel és ranggal, mivel Magyarországon már régóta nincs egyetlen teológiai magister sem, akiknek a működésére pedig nagy szükség lenne.”
A házasságot végül Margit 12. életévének betöltése (1347. május 24.) után köthették meg, hiszen a lányok ezen életkor elérése után válhattak házasulandóvá a középkorban, addig csak jegyben járhattak a jövendőbelijükkel. A házasságkötés így 1347 májusában vagy azután történt meg, mielőtt még Lajos 1347 novemberében elindult a nápolyi hadjáratba. A királyné tárnokmestere Vigándi Olivér, Vigántpetend földesura lett. Margit azonban rövid ideig lehetett magyar királyné, hiszen 1349. szeptember 7-én 14 évesen az 1348/49-es nagy európai pestisjárvány áldozata lett, akárcsak az unokaöccse, a meggyilkolt sógorának, András calabriai hercegnek az utószülött fia, a magyar és nápolyi trónörökös, Martell Károly egy évvel korábban, 1348. május 10-én vagy június 19-én. Házassága I. Lajossal gyermektelen maradt.
Temetkezési helye bizonytalan, földi maradványait valószínűleg a székesfehérvári bazilikában helyezték örök nyugalomra.
Özvegye 1353. június 20-án II. István bosnyák bán leányát, Kotromanić Erzsébetet vette feleségül.